# Pristimantis royi
Pristimantis royi é uma espécie de anfíbio anuro da família Strabomantidae. Está presente no Peru. A UICN classificou-a como quase ameaçada.